# أندريه رويز
أندريه رويز (بالفرنسية: André Ruiz)‏ هو لاعب اتحاد الرغبي فرنسي، ولد في 30 مارس 1947 في Séméac ‏ في فرنسا.

## وصلات خارجية
- أندريه رويز عل موقع إسبنسكروم (الإنجليزية)